# آناتومی گری

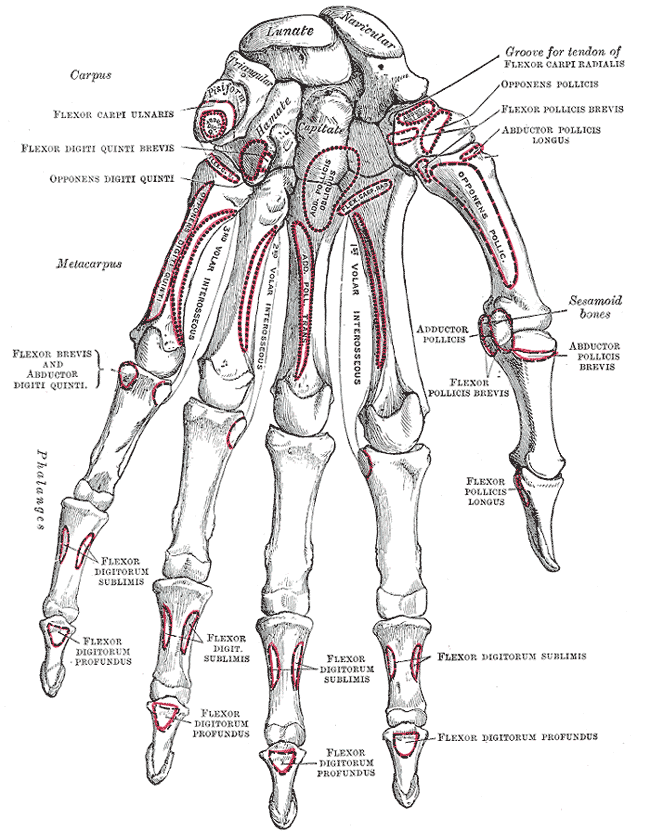
تصویری از نسخهٔ سال ۱۹۱۸ آناتومی گری

آناتومی گری (به انگلیسی: Gray's Anatomy) (نام کامل: Henry Gray's Anatomy of the Human Body) کتابی مشهور به زبان انگلیسی در مورد کالبدشناسی بدن انسان اثر هنری گری است. این کتاب اولین بار با عنوان آناتومیِ گری: توصیفی و جراحی (به انگلیسی: Gray's Anatomy: Descriptive and Surgical) در سال ۱۸۵۸ و در انگلستان منتشر شد، و سال بعد از آن در آمریکا نیز انتشار یافت. آخرین ویرایش آن در انگلستان، ویرایش ۴۲ ام کتاب است که در ۲۱ اکتبر ۲۰۲۰ منتشر شده‌است.
نسخهٔ فعلی آناتومیِ‌گری ۱۶۰۶ صفحه، ۲۲۶۰ تصویر و ۵ کیلوگرم وزن دارد و به‌صورت برخط در اینترنت در دسترس است. عده‌ای این کتاب را بالاترین منبع علم کالبدشناسی انسان می‌دانند. نسخه خلاصه شده‌ای از آن نیز برای دانشجویان منتشر شده‌است. کتاب آناتومی گری برای دانشجویان ۲۰۲۰ ویرایش ۴ در ۵ بخش اصلی نگاشته شده که به شرح زیر می‌باشد:
بخش اول: آناتومی بدن انسان
بخش دوم: آناتومی تنه
بخش سوم: آناتومی اندام‌های فوقانی و تحتانی
بخش چهارم: آناتومی سر و گردن
بخش پنجم: نوروآناتومی گری
کتاب آناتومی گری (به انگلیسی: Gray's Anatomy) زبان اصلی در بسیاری از سایت‌ها برای دانشجویان و علاقمندان به آناتومی دردسترس است. 